# Anne Hébert
Anne Hébert född 1 augusti 1916 i Sainte-Catherine-de-Fossambault, död 22 januari 2000 i Montréal, var en kanadensisk författare.
Hébert debuterade 1942 med diktsamlingen Les songes en équilibre. Hon arbetade för den kanadensiska radion och skrev filmmanuskript. 1967 flyttade hon till Paris.